# سیارک ۱۹۷۱۸
سیارک ۱۹۷۱۸ (به انگلیسی: 19718 Albertjarvis، نامگذاری:1999VF2) نوزده هزار و هفتصد و هجدهمین سیارک کشف شده‌است که در ۵ نوامبر ۱۹۹۹ کشف شد.
قدر مطلق سیارک برابر ۱۳٫۱۰ است.